# Emma Thomsen (maler)
 Der er flere personer med dette navn, se Emma Thomsen.
Emma Augusta Thomsen (7. august 1820 i København – 6. november 1897 sammesteds) var en dansk blomstermaler.
Thomsen var datter af hotelvært Emanuel Thomsen og Anna Kirstine født Olsen. Allerede som barn tegnede og malede hun på egen hånd både blomster, landskaber og figurkompositioner; egentlig vejledning i kunsten fik hun kun en kortere tid af Johan Laurentz Jensen og uddannede sig væsentlig ved studier efter naturen samt ved at kopiere nogle gamle hollandske blomster- og frugtstykker. Fra 1844, da hun debuterede med et frugtbillede, to blomstermalerier og en studie efter døde fugle, hørte hun til de stadige udstillere på Charlottenborg Forårsudstilling og kunne fra først til sidst glæde sig ved publikums yndest. Til Den Kongelige Malerisamling solgte hun i 1846 Roser og Ipomæa samt 1855 En Blomsterkrans, ophængt paa Bøgegrene; flere af hendes arbejder erhvervedes af Kunstforeningen; 1861 fik hun Den Neuhausenske Præmie for En Kurv med Blomster i det frie. Hun døde 6. november 1897 og efterlod sig navn som en dygtig og ualmindelig samvittighedsfuld kunstnerinde, hvis arbejder gennemgående er præget af udviklet skønhedssans og en ganske særegen jomfruelig følelsens ynde og finhed.
I løbet af sin karriere udstillede hun på Charlottenborg Forårsudstilling i et halvt århundrede; i årene 1844-62, 1864-66, 1868-92 og 1894-95. Dertil kom repræsentation på Akademiudstillingen i Stockholm 1850, Den nordiske Industri- og Konstudstilling i Kjøbenhavn 1872, Kunstnerforeningen af 18. Novembers udstilling i 1882, Kvindernes Udstilling 1895 og Kvindelige Kunstneres retrospektive Udstilling 1920.
Hun er begravet på Holmens Kirkegård.

## Værker
- Frugtstykke (udstillet 1844, købt af Christian VIII)
- Roser og Ipomea, dvs. pragtsnerle (1845, Statens Museum for Kunst)
- En blomsterkrans hængende på en bøgegren (ditto, erhvervet 1855)
- En kurv med blomster i det frie (Neuhausens Præmie 1861)
- Roser, henlagte på nogle stene (udstillet 1882)
- En hvid rose (tidligere i Johan Hansens samling)
- Voksende papaver og sneboller (udstillet 1891)

## Ekstern henvisning
- Emma Thomsen på Kunstindeks Danmark/Weilbachs Kunstnerleksikon

- Wikimedia Commons har flere filer relateret til Emma Thomsen (maler)